# NGC 4796
NGC 4796 (również PGC 93119) – zwarta galaktyka znajdująca się w gwiazdozbiorze Panny. Odkrył ją Albert Marth 25 marca 1865 roku. Jest karłowatą towarzyszką galaktyki NGC 4795.